# Survival horror
Survival horror – podgatunek przygodowych gier akcji oraz gier grozy inspirowany fantastyką grozy, w którym głównym celem jest utrzymanie bohatera przy życiu. Nazwa survival-horror została pierwszy raz użyta przez firmę Capcom w 1996 podczas reklamowania Resident Evil.

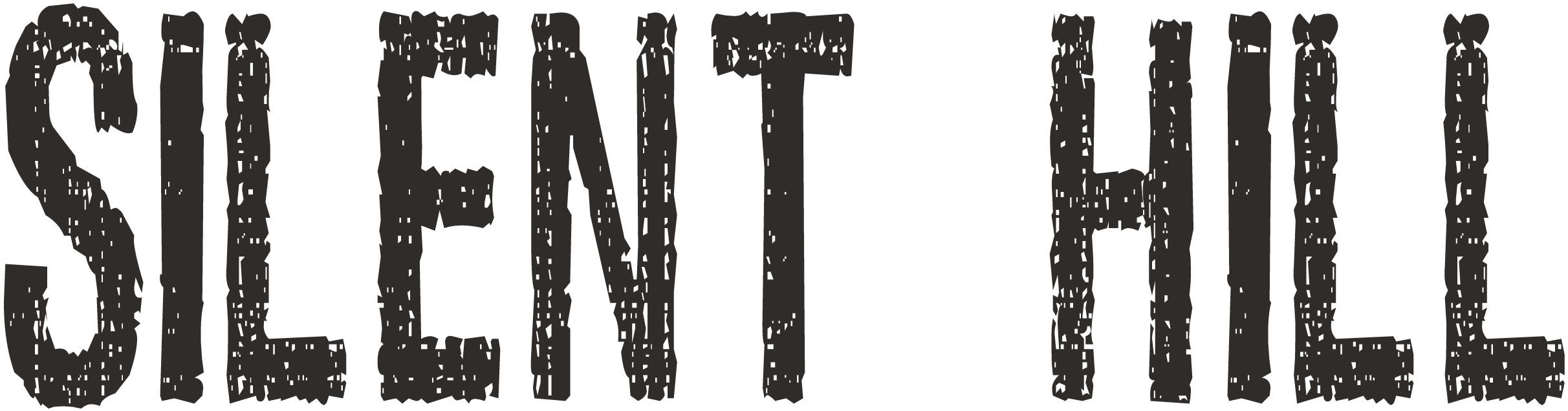
Logo serii Silent Hill, będącej jedną z przedstawicielek gatunku

Gracz często jest podatny na zranienie i posiada małą liczbę przedmiotów, co kładzie nacisk na rozwiązywanie zagadek i unikanie walki. Gry typu survival horror zazwyczaj wymagają racjonowania przedmiotów takich jak amunicja. Poziomy nierzadko są zaprojektowane jako ciemne i klaustrofobiczne (często z wykorzystaniem ciemnych lub zacienionych warunków oświetlenia i kamery, która ogranicza widoczność) w celu utrzymania gracza w napięciu. Za pierwszą grę z gatunku survival horror uważana jest Haunted House z 1982 roku.